# Ramón Enríquez Rodríguez
Ramón Enríquez Rodríguez (Órgiva, Granada, 19 de abril de 2001) es un futbolista español que juega en la demarcación de centrocampista para el Málaga CF de la Segunda División de España.

## Trayectoria
Tiene su primer contacto con él fútbol en Órgiva, su pueblo natal. Con 12 años ingresaría en la cantera del Málaga CF para ir pasando por todas las categorías inferiores del club malagueño hasta llegar en 2018 al Atlético Malagueño. 
Debutó en la recta final de la temporada 2018-19 con el filial en el Grupo IV de la Segunda División B, pese a que el club malagueño no lograría mantener la categoría. Además, sería convocado por la selección española sub-19.
Tras realizar la pretemporada en verano de 2019 con el primer equipo, el centrocampista formaría parte del primer equipo del Málaga CF para la temporada 2019-20, alternando participaciones con el Atlético Malagueño de Tercera División.
El 17 de agosto de 2019, debuta en Segunda División en un encuentro frente al Racing de Santander que acabaría con victoria por cero goles a uno.

## Clubes
| Club               | País   | Año       | Partidos | Goles |
| ------------------ | ------ | --------- | -------- | ----- |
| Atlético Malagueño | España | 2018-2019 |          |       |
| Málaga CF          | España | 2019 -    | 1        | 0     |